# Fuligo septica
Fuligo septica é uma espécie de bolor limoso da classe Myxogastria. É comumente conhecido como vômito-de-cão e é relativamente comum, com distribuição mundial, sendo frequentemente encontrado em cobertura morta de árvores em áreas urbanas após chuva forte ou rega excessiva. Seus esporos são produzidos sobre ou em esporângios aéreos e são disseminados pelo vento.

## História e taxonomia
A primeira descrição da espécie foi feita pelo botânico francês Jean Marchant [en] em 1727, que se referiu a ela como “fleur de tan” (flor de casca); Marchant também a classificou como “des éponges” (uma das esponjas). Lineu a chamou de Mucor septicus em sua obra Species Plantarum de 1763. A espécie foi transferida para o gênero Fuligo [en] pelo botânico alemão Friedrich Heinrich Wiggers em 1780.

## Descrição e habitat
Como muitos bolores limosos, as células dessa espécie normalmente se agregam para formar um plasmódio, uma massa multinucleada de células indiferenciadas que podem se mover de forma ameboide durante a busca por nutrientes. O plasmódio do F. septica pode ser branco ou cinza-amarelado, geralmente com 2,5 a 20 cm de diâmetro e 1 a 3 cm de espessura. O plasmódio acaba se transformando em um etálio esponjoso, análogo ao corpo de frutificação com esporos de um cogumelo, que então se degrada, escurece e libera seus esporos de cor escura. O F. septica produz o maior etálio de todos os bolores limosos. Essa espécie é conhecida por ter seus esporos dispersos por besouros (família Latridiidae [en]).
Os esporos têm uma parede de duas camadas, com uma camada externa densa com espinhos e uma camada interna fibrosa. Durante a germinação, a camada externa se divide para criar uma abertura, e a camada interna mais elástica se rompe mais tarde à medida que o protoplasma emerge. Um remanescente da camada interna pode ser persistente e aderir ao protoplasto depois que ele emergir do esporo. Uma enzima peroxidase presente na parede celular interna desempenha um papel na germinação.

O Fuligo septica cresce em madeira podre e resíduos de plantas, mas também pode crescer nas folhas e nos caules de plantas vivas.

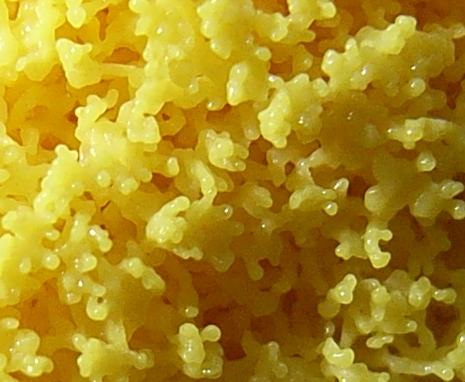
Imagem aproximada do plasmódio amarelo.
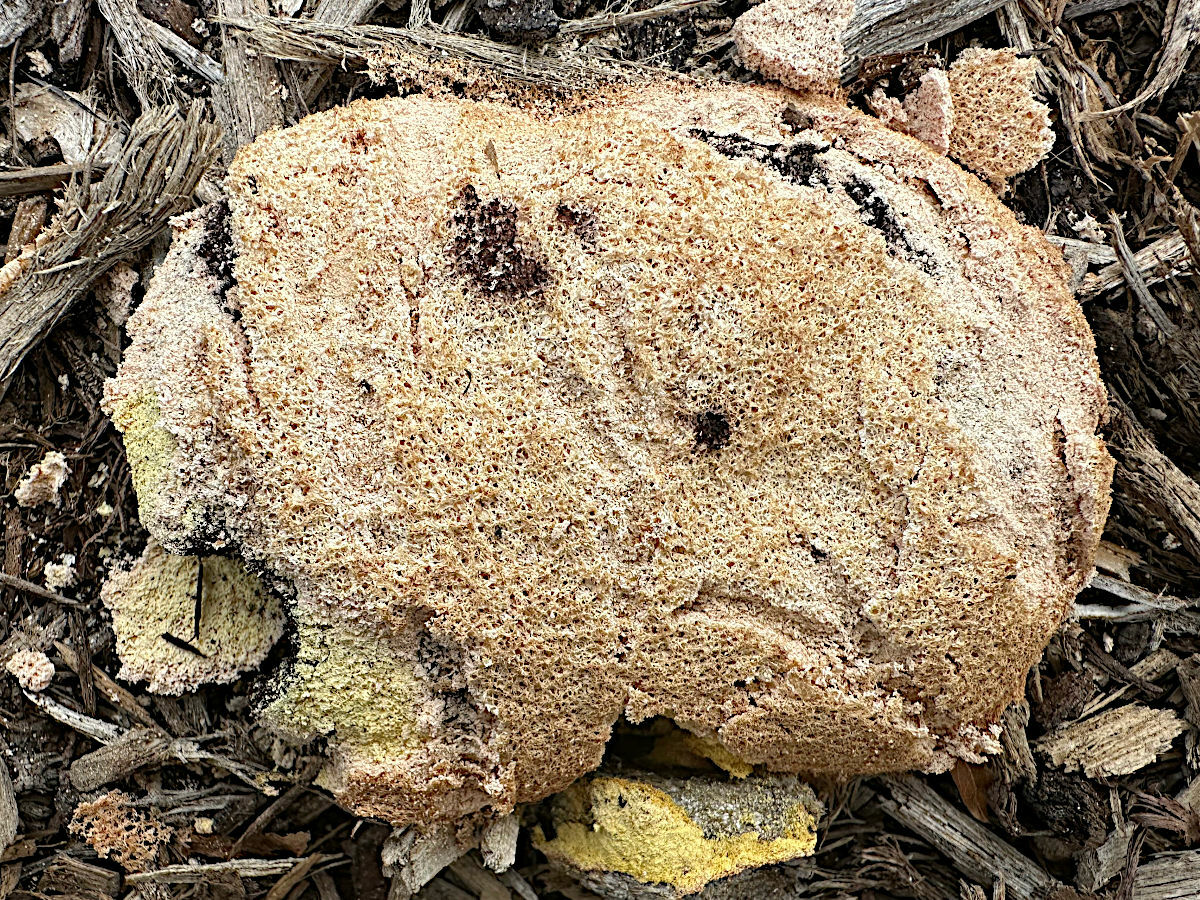
Etálio de cor escura.

## Resistência à toxicidade de metais
Os bolores limosos têm uma alta resistência a níveis tóxicos de metais; um autor escreveu: “Os níveis de zinco em Fuligo septica eram tão altos (4.000-20.000 ppm) que é difícil entender como um organismo vivo pode tolerá-los.” A resistência a níveis extremos de zinco parece ser exclusiva do F. septica. O mecanismo dessa resistência a metais agora é compreendido: O F. septica produz um pigmento amarelo chamado fuligorubina A, que comprovadamente quelatiza metais e os converte em formas inativas.

## Compostos bioativos
Os extratos de F. septica apresentam atividade antibiótica contra Bacillus subtilis e Candida albicans, e atividade citotóxica em células KB (uma linha celular derivada de um carcinoma humano da nasofaringe).
O Fuligo septica contém um pigmento amarelo chamado fuligorubina A, que se acredita estar envolvido na fotorrecepção e no processo de conversão de energia durante seu ciclo de vida. Em 2011, um grupo de pesquisa japonês relatou o isolamento e a caracterização de um novo pigmento amarelo contendo cloro de uma cepa específica do organismo, que eles chamaram de ácido dehidrofuligóico.

## Relação com os seres humanos

### Folclore
No folclore escandinavo, o Fuligo septica é identificado como o vômito de  gatos trolls.
Na Finlândia, acreditava-se que o fungo era usado por bruxas para estragar o leite de seus vizinhos. Isso lhe deu o nome de “paranvoi” (manteiga do espírito familiar).
Da mesma forma, o folclore sueco rotula a Tremella mesenterica como o vômito do “portador” de uma bruxa.
Ambos são chamados em holandês de “heksenboter” (manteiga de bruxa) e em letão de “ragansviests” (manteiga de bruxa) ou “raganu spļāviens” (cuspe de bruxa).

### Patogenicidade humana
Sabe-se que a espécie pode desencadear episódios de asma e rinite alérgica em pessoas suscetíveis.

### Modelo de processamento de RNA
Os íntrons são seções do DNA que devem ser adequadamente clivadas, digeridas e processadas antes de gerar mRNAs funcionais para a síntese proteica. Por ter um grande número de íntrons do grupo I, o F. septica é usado como modelo para entender o processamento e a evolução do RNA.